# Cryptandra exserta
Cryptandra exserta är en brakvedsväxtart som beskrevs av Barbara Lynette Rye. Cryptandra exserta ingår i släktet Cryptandra och familjen brakvedsväxter. Inga underarter finns listade i Catalogue of Life.